# Nématocyste (dinoflagellé)
Cet article concerne les dinoflagellées. Pour les cnidaires, voir Nématocyste.
Un nématocyste est une structure subcellulaire ou un organite contenant des filaments extrusifs que l'on trouve  dans deux familles de dinoflagellés (groupe d'eucaryotes unicellulaires), les Polykrikaceae (en) et les Warnowiaceae (en). 
Il ne doit pas être confondu avec les structures subcellulaires similaires trouvées dans les cellules cnidocytes des cnidaires — un groupe d'organismes multicellulaires comprenant les méduses et les coraux —, qui sont également appelées nématocystes (alternativement, cnidocystes ou cnidae).
Les biologistes ne savent pas si la ressemblance entre les nématocystes des dinoflagellés et ceux des cnidaires est un cas d'évolution convergente ou de descendance commune, bien que des preuves moléculaires aient été interprétées comme soutenant une origine endosymbiotique pour les nématocystes des cnidaires,.
Chez les dinoflagellés Polykrikaceae (en), le nématocyste est associé à un autre organite extrusif appelé taeniocyste, un complexe qui a été décrit comme synapomorphe pour le genre Polykrikos (en),.
L'ensemble des fonctions du nématocyste n'est pas bien comprise, mais il a été observé qu'il est impliqué dans l'alimentation, notamment  lors de la capture  des proies.

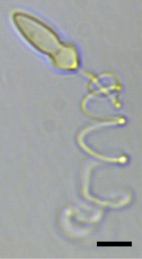
Micrographie d'un nématocyste extrudé de Polykrikos kofoidii.
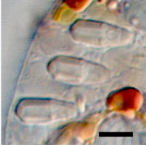
Micrographie d'un Proterythropsis sp. (dinoflagellé) et ses nématocystes.